# Libro de apeo
Libro de apeo o simplemente apeo es la denominación que recibieron en la España de la Edad Moderna los documentos que combinaban registros catastrales, fueros, derechos y privilegios, sucesos históricos reseñables y jurisdicciones de un lugar, entidad política o religiosa. Por similitud de contenidos, la expresión libro de apeo es sinónima a la de libro becerro, circunscrito casi exclusivamente a la Edad Media.
Se denomina también apeamiento a estos «grandes repertorios de fuegos o familias del reino [de Navarra]» y apeador «es el comisario u oficial encargado de recoger la información.»